# Czermiówka
Czermiówka (Homalomena Schott) – rodzaj wieloletnich roślin zielnych z rodziny obrazkowatych, obejmujący 105 gatunków pochodzących z tropikalnych i subtropikalnych regionów Azji, wysp południowo-zachodniego Pacyfiku oraz środkowej i południowej części tropikalnych regionów Ameryki.

## Morfologia
ŁodygaKrótka, wzniesiona (rzadziej płożąca), naziemna lub (rzadko) podziemne kłącze.
LiścieOgonki liściowe, zazwyczaj długie, tworzące krótką pochwę, rzadko pokryte kolcami. Blaszki liściowe proste, lancetowate do strzałkowatych, elipsowatych lub sercowatych, o wymiarach od 3×2 do 12×15 cm, niekiedy nakrapiane. Użyłkowanie blaszek równoległe, drobne żyłki tworzą układ pierzasty.
KwiatyRośliny jednopienne, tworzące od 1 do 6 kwiatostanów typu kolbiastego pseudancjum (u niektórych gatunków z podsadką). Pochwa kwiatostanu zwykle zielona (rzadziej biała lub czerwono-brązowa), łódkokształtna, o zwiniętych brzegach, lekko rozchylających się w okresie kwitnienia. Kolba krótsza lub dłuższa od pochwy. Kwiaty żeńskie położone są u podstawy kolby. Kwiaty męskie leżą bezpośrednio po żeńskich lub oddzielone są od nich wąskim paskiem prątniczek lub nagim. Zalążnie, otoczone od 1 do 3 prątniczek, jajowate, rzadziej podłużne lub niemal kuliste, niepełne, 2-5-komorowe, z hemianatropowymi zalążkami, powstającymi z bazalnie lub ściennie położonych łożysk. Kwiaty męskie 2-4-pręcikowe.
OwoceJagody, zawierające eliptyczne nasiona, z grubą i żeberkowaną łupiną.

## Biologia i ekologia

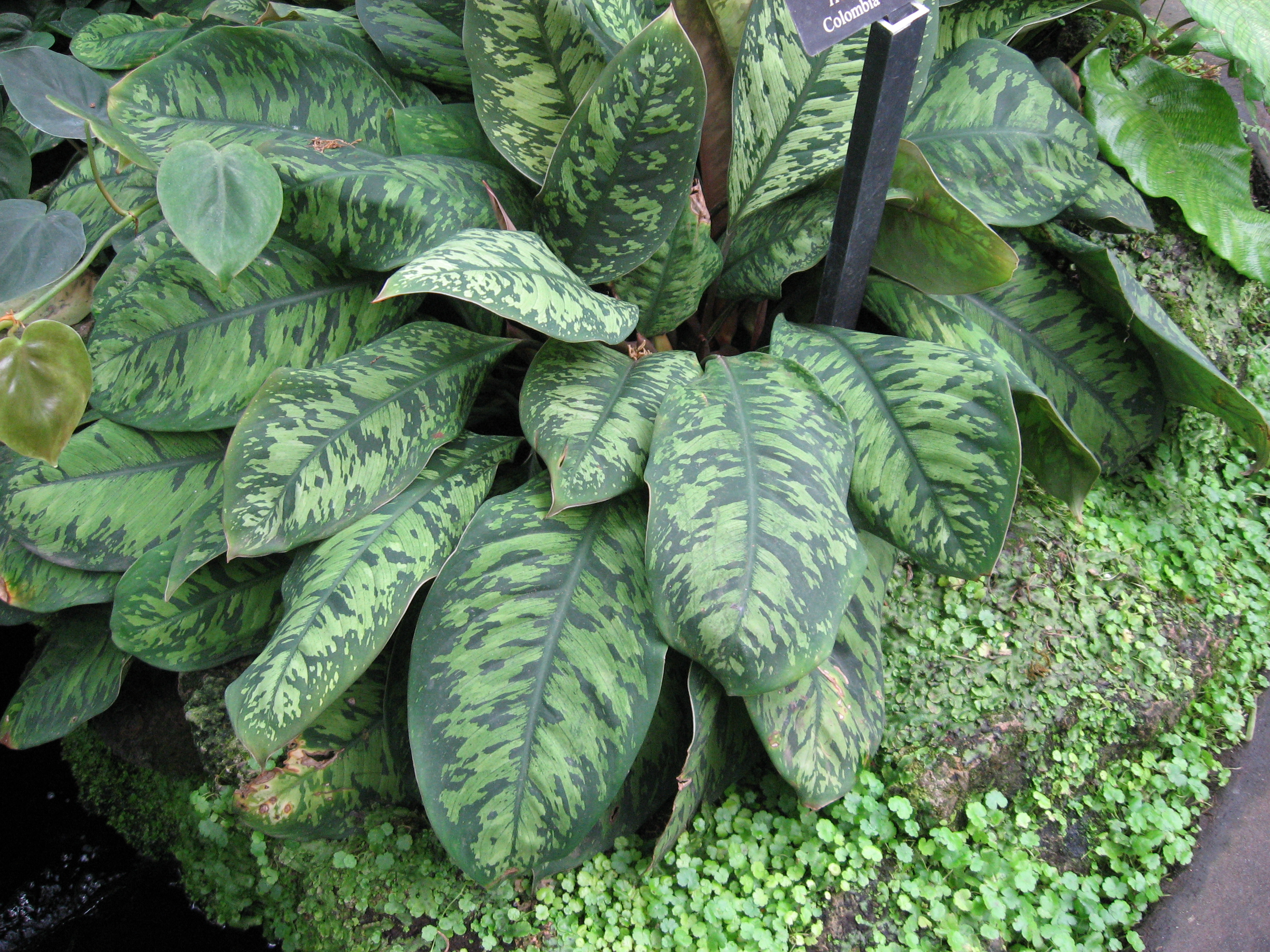
Homalomena wallisii

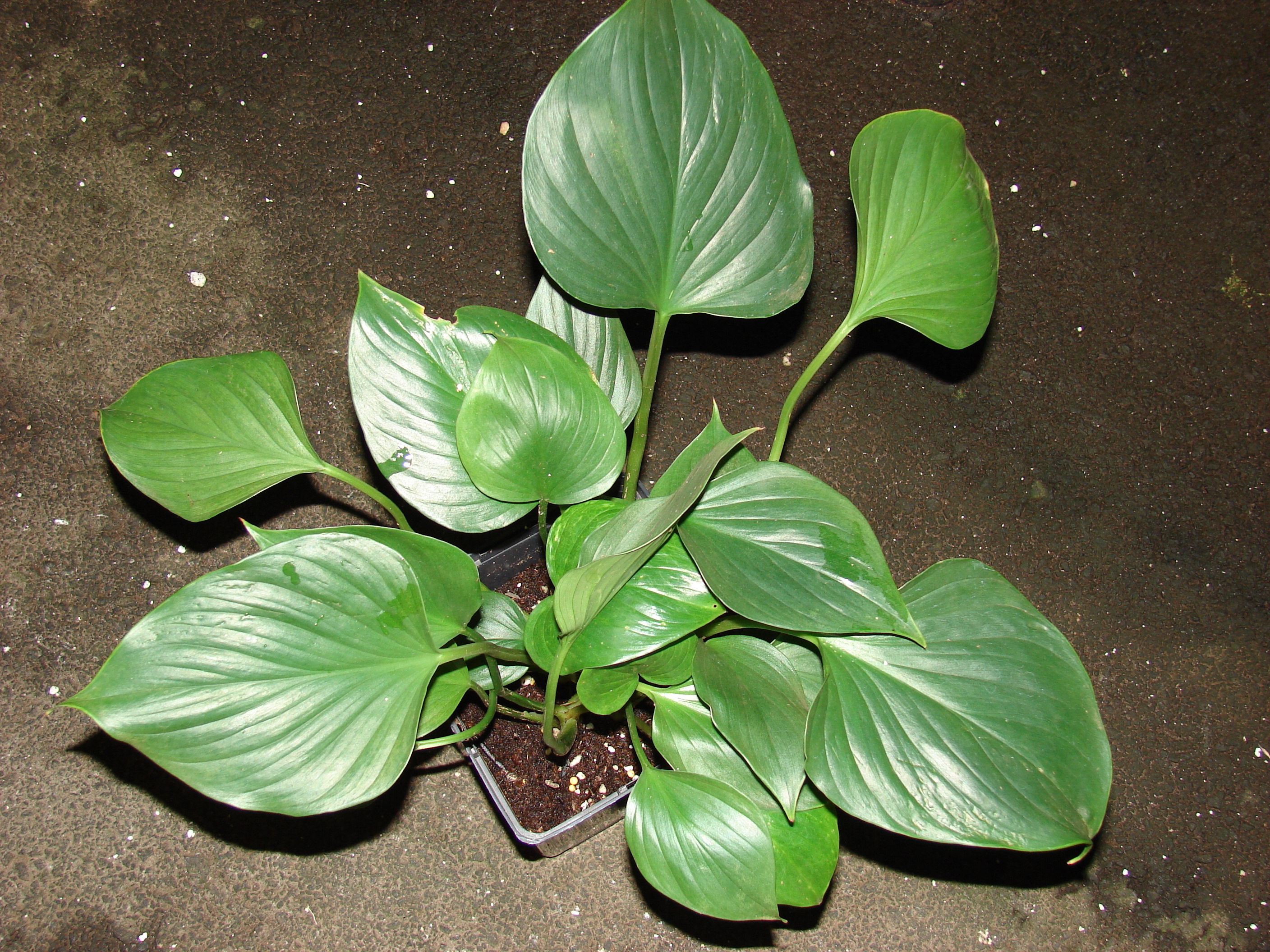
?Homalomena pendula

RozwójWieloletnie, wiecznie zielone hemikryptofity lub chamefity, rzadziej nanofanerofity (np. H. magna), tworzące zwarte kępy.
SiedliskoZasiedlają częściowo zacienione obszary pierwotnych lasów deszczowych, a także tereny podmokłe, w tym okresowo zalewane. Homalomena vagans jest reofitycznym pnączem.
Cechy fitochemicznePo uszkodzeniu rośliny wydzielają silny zapach anyżu, kamfory lub imbiru.
GenetykaLiczba chromosomów wynosi 2n = 38, 40, 42, 80.

## Systematyka
Pozycja według Angiosperm Phylogeny Website (aktualizowany system APG IV z 2016)Należy do plemienia Homalomeneae, podrodziny Aroideae, rodziny obrazkowatych, rzędu żabieńcowców w kladzie jednoliściennych.
Gatunki
| - Homalomena adiensis A.Hay - Homalomena aeneifolia Alderw. - Homalomena argentea Ridl. - Homalomena aromatica (Spreng.) Schott – czermiówka wonna - Homalomena asperifolia Alderw. - Homalomena atroviridis Engl. et K.Krause - Homalomena batoeensis Engl. - Homalomena bellula Schott - Homalomena burkilliana Ridl. - Homalomena cochinchinensis Engl. - Homalomena consobrina (Schott) Engl. - Homalomena cordata Schott - Homalomena corneri Furtado - Homalomena crinipes Engl. - Homalomena cristata Alderw. - Homalomena curtisii Ridl. - Homalomena davidiana A.Hay - Homalomena deltoidea Hook.f. - Homalomena distans Ridl. - Homalomena doctersii Alderw. - Homalomena elegans Engl. - Homalomena elegantula A.Hay et Hersc. - Homalomena elliptica Hook.f. - Homalomena erythropus Mart. ex Schott Engl. - Homalomena expedita A.Hay et Hersc. - Homalomena gadutensis M.Hotta - Homalomena gaudichaudii Schott - Homalomena gillii Furtado - Homalomena grabowskii Engl. - Homalomena griffithii (Schott) Hook.f. - Homalomena habokoana Alderw. - Homalomena hainanensis H.Li - Homalomena hammelii Croat et Grayum - Homalomena hastata M.Hotta - Homalomena havilandii Ridl. - Homalomena hendersonii Furtado - Homalomena hooglandii A.Hay - Homalomena humilis (Jack) Hook.f. - Homalomena impudica Hersc. et A.Hay - Homalomena insignis N.E.Br. - Homalomena jacobsiana A.Hay - Homalomena kalkmanii A.Hay - Homalomena kelungensis Hayata - Homalomena kiahii Furtado - Homalomena korthalsii Furtado - Homalomena kvistii Croat - Homalomena lancea Ridl. - Homalomena latifrons Engl. - Homalomena lauterbachii Engl. - Homalomena lindenii (Rodigas) Ridl. - Homalomena longipes Merr. - Homalomena magna A.Hay - Homalomena megalophylla M.Hotta | - Homalomena melanesica A.Hay - Homalomena metallica (N.E.Br.) Engl. - Homalomena minutissima M.Hotta - Homalomena moffleriana Croat et Grayum - Homalomena monandra M.Hotta - Homalomena nigrescens (Schott) Engl. - Homalomena nutans Hook.f. - Homalomena obovata Ridl. - Homalomena obscurifolia Alderw. - Homalomena occulta (Lour.) Schott - Homalomena ovalifolia (Schott) Ridl. - Homalomena ovata Engl. - Homalomena padangensis M.Hotta - Homalomena palawanensis Engl. - Homalomena peekelii Engl. - Homalomena peltata Mast. - Homalomena pendula (Blume) Bakh.f. - Homalomena philippinensis Engl. - Homalomena picturata Linden et Andre Regel - Homalomena pierreana Engl. - Homalomena pineodora Sulaiman et P.C. Boyce - Homalomena producta A.Hay - Homalomena pulleana Engl. et K.Krause - Homalomena punctulata Engl. - Homalomena pusilla Alderw. - Homalomena pyrospatha Bogner - Homalomena repens Ridl. - Homalomena robusta Engl. - Homalomena roezelii (Mast.) Regel - Homalomena rostrata Griff. - Homalomena rubescens (Roxb.) Kunth - Homalomena rusdii M.Hotta - Homalomena sarawakensis Ridl. - Homalomena saxorum (Schott) Engl. - Homalomena schlechteri Engl. - Homalomena scortechinii Hook.f. - Homalomena silvatica Alderw. - Homalomena singaporensis Regel - Homalomena soniae A.Hay - Homalomena speariae Bogner et Moffler - Homalomena steenisiana A.Hay - Homalomena stollei Engl. et K.Krause - Homalomena subcordata Engl. - Homalomena tenuispadix Engl. - Homalomena treubii Engl. - Homalomena truncata (Schott) Hook.f. - Homalomena undulatifolia Ridl. - Homalomena vagans P.C.Boyce - Homalomena wallichii Schott - Homalomena wallisii Regel - Homalomena wendlandii Schott - Homalomena zollingeri Schott |

Podział rodzaju według Englera (1912)
- sekcja Chamaecladon – prątniczki otaczające zalążnie są dwukrotnie od nich niższe, zalążki położone przeważnie bazalnie, pochwa kwiatostanu eliptyczna, nie zwężona, zwykle o długości 4 cm (rzadziej 5 cm) (np. H. argentea, H. curtisii, H. nutans)
- sekcja Euhomalomena – prątniczki otaczające zalążnie są tej samej wielkości, zalążki położone ściennie, łodyga naziemna (np. H. singaporensis, H. peekelii, H. insignis)
- sekcja Curmeria – prątniczki otaczające zalążnie są tej samej wielkości, zalążki położone ściennie, łodyga podziemna, niekiedy przechodząca w kłącze (np. H. wallisii, H. peltata, H. roezelii).

## Nazewnictwo
Toponimia nazwy naukowejNazwa naukowa pochodzi od greckich słów ομαλός (homalos – płaski) i μηνη (mene – księżyc), będących bezpośrednim tłumaczeniem malajskiej nazwy zwyczajowej tych roślin (bolelutan).
Synonimy taksonomiczne
- Homalonema Endl.
- Spirospatha Raf.
- Cyrtocladon Griff.
- Chamaecladon Miq.
- Adelonema Schott
- Curmeria Linden et André
- Diandriella Engl.

Homonimy
- Homalomena (Engl.) Croat & Mansell (1999)
- Homalomena Endl. (Genera Plantarum 238. 1837)

## Zastosowanie
Rośliny leczniczeW tradycyjnej medycynie chińskiej sproszkowane kłącze Homalomena occulta (Rhizoma Homalomenae) stosowane jest w razie uczucia zimna lub bólu w dolnej części pleców i kolanach, przy drętwieniu kończyn dolnych, a także do wzmacniania ścięgien i kości. Lek stosowany jest również w mieszance z kośćmi tygrysa, korzeniem szarłatowatych i owocami kolcowoja. W Papui-Nowej Gwinei kłącze jednego z gatunków tego rodzaju jest mieszane z olejem kokosowym i używane jako maść o nazwie iva iva.
Rośliny ozdobneNiektóre gatunki, np. Homalomena wallisii, określana w języku angielskim jako King of Hearts (król serc), Homalomena pendula [=H. rubra], określana jako Emerald Gem (szmaragd) i Homalomena rubescens uprawiane są z uwagi na atrakcyjne liście jako rośliny pokojowe lub ogrodowe.

## Uprawa
WymaganiaWymagają miejsca o umiarkowanym nasłonecznieniu (muszą być chronione przed bezpośrednim słońcem), ale tolerują całkowite zacienienie. Nie tolerują przeciągów. Podłoże musi być żyzne, bogate w próchnicę, dobrze przepuszczalne i stale wilgotne. Optymalna temperatura uprawy od 15 do 32 °C.
PielęgnacjaRośliny wymagają obfitego podlewania. Obumarłe liście i kwiatostany muszą być na bieżąco usuwane. Rośliny należy nawozić raz na miesiąc. Rośliny można odmłodzić poprzez ścięcie wierzchołka pędu i posadzenie go w nowym pojemniku. Nowe ulistnienie powstanie wówczas również na pozostałości po ściętej łodydze.
RozmnażaniePrzez sadzonki przygotowane z ukorzenionej łodygi. Kilkucentymetrowe odcinki pędu należy do połowy posadzić poziomo w podłożu.
Choroby i szkodnikiRośliny z rodzaju Homalomena są odporne na choroby i tolerancyjne na błędy w uprawie. Rośliny mogą być zaatakowane przez wełnowce i wciornastki, które łatwo zwalczyć diazinonem lub malationem.